# Atletism la Jocurile Olimpice de vară din 2016 - Aruncarea greutății (masculin)
Proba masculină de aruncare a greutății de la Jocurile Olimpice de vară din 2016 a avut loc la 18 august la Stadionul Olimpic.

## Formatul competiției
Fiecare atlet a avut dreptul la trei aruncări. Atleții care au trecut peste baremul de calificare s-au calificat direct în finală. Dacă se calificau mai puțin de 12 atleți, tabelul finalei se completa până se ajungea la 12. Pentru finală fiecare atlet a avut dreptul la trei aruncări, după care primii opt clasați au avut dreptul la încă trei aruncări. 

## Recorduri
Înaintea acestei competiții, recordurile mondiale și olimpice erau următoarele:
| Record           | Atlet                | Rezultat | Loc                                    | Data               |
| ---------------- | -------------------- | -------- | -------------------------------------- | ------------------ |
| World record     | Randy Barnes (USA)   | 23,12 m  | Los Angeles, California, Statele Unite | 20 mai 1990        |
| Recordul olimpic | Ulf Timmermann (GDR) | 22,47 m  | Seul, Coreea de Sud                    | 23 septembrie 1988 |

## Rezultate

### Calificări
Baremul de calificare: 20,65 m (C) sau printre primii 12 aruncători (c)
| Loc | Grupa | Nume               | Țară                       | #1    | #2    | #3    | Rezultat | Note      |
| --- | ----- | ------------------ | -------------------------- | ----- | ----- | ----- | -------- | --------- |
| 1   | B     | Ryan Crouser       | Statele Unite ale Americii | 21,59 |       |       | 21,59    | (C)       |
| 2   | B     | Tomas Walsh        | Noua Zeelandă              | 21,03 |       |       | 21,03    | (C)       |
| 3   | B     | Darlan Romani      | Brazilia                   | 20,94 |       |       | 20,94    | (C), (RN) |
| 4   | A     | Jacko Gill         | Noua Zeelandă              | 20,19 | 19,80 | 20,80 | 20,80    | (C)       |
| 5   | A     | Joe Kovacs         | Statele Unite ale Americii | 19,59 | 20,73 |       | 20,73    | (C)       |
| 6   | B     | Konrad Bukowiecki  | Polonia                    | x     | 20,71 |       | 20,71    | (C)       |
| 7   | A     | Tomasz Majewski    | Polonia                    | 19,87 | 20,56 | 20,15 | 20,56    | (c)       |
| 8   | A     | Stipe Žunić        | Croația                    | 20,52 | 20,47 | 20,32 | 20,52    | (c)       |
| 9   | B     | Damien Birkinhead  | Australia                  | 20,32 | 20,41 | 20,50 | 20,50    | (c)       |
| 10  | B     | David Storl        | Germania                   | 20,47 | x     | 20,30 | 20,47    | (c)       |
| 11  | A     | Franck Elemba      | Republica Congo            | 19,94 | 19,94 | 20,45 | 20,45    | (c)       |
| 12  | B     | O'Dayne Richards   | Jamaica                    | 19,38 | 20,40 | x     | 20,40    | (c)       |
| 13  | A     | Andrei Gag         | România                    | x     | x     | 20,40 | 20,40    |           |
| 14  | A     | Borja Vivas        | Spania                     | 19,62 | 20,25 | 20,21 | 20,25    |           |
| 15  | B     | Asmir Kolašinac    | Serbia                     | 19,86 | x     | 20,16 | 20,16    |           |
| 16  | A     | Tim Nedow          | Canada                     | x     | 20,00 | 19,72 | 20,00    |           |
| 17  | B     | Carlos Tobalina    | Spania                     | 19,98 | 19,81 | x     | 19,98    |           |
| 18  | B     | Michał Haratyk     | Polonia                    | 19,36 | x     | 19,97 | 19,97    |           |
| 19  | A     | Germán Lauro       | Argentina                  | 19,89 | 19,56 | 19,61 | 19,89    |           |
| 20  | A     | Tomáš Staněk       | Cehia                      | 19,76 | x     | 19,64 | 19,76    |           |
| 21  | B     | Filip Mihaljević   | Croația                    | 19,18 | 19,69 | 19,52 | 19,69    |           |
| 22  | A     | Tobias Dahm        | Germania                   | 19,62 | 19,59 | 19,34 | 19,62    |           |
| 23  | A     | Darrell Hill       | Statele Unite ale Americii | 18,99 | 19,56 | 19,50 | 19,56    |           |
| 24  | B     | Mesud Pezer        | Bosnia și Herțegovina      | 19,06 | 19,29 | 19,55 | 19,55    |           |
| 25  | B     | Georgi Ivanov      | Bulgaria                   | 19,08 | 19,49 | x     | 19,49    |           |
| 26  | A     | Hamza Alić         | Bosnia și Herțegovina      | 19,48 | x     | x     | 19,48    |           |
| 27  | A     | Nicholas Scarvelis | Grecia                     | 19,07 | x     | 19,37 | 19,37    |           |
| 28  | A     | Stephen Mozia      | Nigeria                    | x     | x     | 18,98 | 18,98    |           |
| 29  | B     | Tsanko Arnaudov    | Portugalia                 | x     | 18,88 | x     | 18,88    |           |
| 30  | A     | Kemal Mešić        | Bosnia și Herțegovina      | 18,84 | x     | 18,78 | 18,78    |           |
| 31  | B     | Benik Abrahamyan   | Georgia                    | 18,08 | 18,72 | 18,35 | 18,72    |           |
| 32  | B     | Ivan Emilianov     | Republica Moldova          | x     | x     | 17,83 | 17,83    |           |
| 33  | A     | Ivan Ivanov        | Kazahstan                  | x     | 17,38 | x     | 17,38    |           |
| 34  | B     | Eldred Henry       | Insulele Virgine Britanice | 17,07 | x     | 17,07 | 17,07    |           |

### Finala
| Loc | Nume              | Țară                       | #1    | #2    | #3    | #4                    | #5                    | #6                    | Rezultat    | Note |
| --- | ----------------- | -------------------------- | ----- | ----- | ----- | --------------------- | --------------------- | --------------------- | ----------- | ---- |
| 1   | Ryan Crouser      | Statele Unite ale Americii | 21,15 | 22,22 | 22,26 | 21,93                 | 22,52                 | 21,74                 | 22,52       | (RO) |
| 2   | Joe Kovacs        | Statele Unite ale Americii | 21,78 | x     | 21,52 | x                     | x                     | 21,35                 | 21,78       |      |
| 3   | Tomas Walsh       | Noua Zeelandă              | 20,54 | 21,20 | x     | 20,75                 | 21,36                 | 21,25                 | 21,36       |      |
| 4   | Franck Elemba     | Republica Congo            | 21,20 | 21,00 | 20,69 | 20,76                 | 20,11                 | x                     | 21,20       | (RN) |
| 5   | Darlan Romani     | Brazilia                   | 21,02 | 20,60 | 20,26 | x                     | 20,61                 | x                     | 21,02       | (RN) |
| 6   | Tomasz Majewski   | Polonia                    | x     | x     | 20,72 | x                     | x                     | 20,52                 | 20,72       |      |
| 7   | David Storl       | Germania                   | x     | 20,48 | 20,64 | x                     | 20,46                 | 20,60                 | 20,64       |      |
| 8   | O'Dayne Richards  | Jamaica                    | x     | 20,64 | 20,34 | x                     | x                     | x                     | 20,64       |      |
| 9   | Jacko Gill        | Noua Zeelandă              | 20,15 | 20,50 | 20,26 | nu a mers mai departe | nu a mers mai departe | nu a mers mai departe | 20,50       |      |
| 10  | Damien Birkinhead | Australia                  | 20,45 | x     | 20,02 | nu a mers mai departe | nu a mers mai departe | nu a mers mai departe | 20,45       |      |
| 11  | Stipe Žunić       | Croația                    | 19.93 | 20,04 | 19,92 | nu a mers mai departe | nu a mers mai departe | nu a mers mai departe | 20,04       |      |
| –   | Konrad Bukowiecki | Polonia                    | x     | x     | x     | nu a mers mai departe | nu a mers mai departe | nu a mers mai departe | fără notare |      |

## Legendă
RA Record african | AM Record american | AS Record asiatic | RE Record european | OCRecord oceanic | RO Record olimpic | RM Record mondial | RN Record național | SA Record sud-american | RC Record al competiției | DNF Nu a terminat | DNS Nu a luat startul | DS Descalificare | EL Cea mai bună performanță europeană a anului | PB Record personal | SB Cea mai bună performanță a sezonului | WL Cea mai bună performanță mondială a anului